# 바이오경제
바이오경제는 상품, 서비스 또는 에너지 생산에 생명공학과 바이오매스를 사용하는 경제 활동으로, 지역 개발 기관, 국가 및 국제 기관, 생명공학 기업에서 널리 사용되며, 농업, 건강, 화학 및 에너지 산업에 대한 과학 및 기술 개발의 적용을 포함하는 내용이다.

## 용어
바이오경제(Bioeconomy, BE)와 생물기반 경제(Bio-based economy, BBE)라는 용어는 때때로 서로 바꿔 사용되기도 하나, 생물 기반 경제는 비식품 생산을 고려하는 반면 바이오경제는 생물 기반 경제와 식품 및 사료의 생산 및 사용을 모두 포함한다는 차이가 있다. 60개국 이상의 국가와 지역이 바이오경제 또는 생명과학 관련 전략을 가지고 있다.